# Grigori Kliméntiev
Grigori Kliméntiev (en ruso: Григорий Климентьев; 13 de diciembre de 2000) es un deportista ruso que compite en gimnasia artística. Ganó una medalla de bronce en el Campeonato Mundial de Gimnasia Artística de 2021, en la prueba de anillas.

## Palmarés internacional
| Campeonato Mundial | Campeonato Mundial | Campeonato Mundial | Campeonato Mundial |
| Año                | Lugar              | Medalla            | Prueba             |
| ------------------ | ------------------ | ------------------ | ------------------ |
| 2021               | Kitakyushu (Japón) | Medalla de bronce  | Anillas            |